# واقعیت (فیلم ۱۹۹۹)
واقعیت (به هندی: Vaastav: The Reality) فیلمی درام و گانگستری محصول سال ۱۹۹۹ و به کارگردانی ماهش مانجرکار است. در این فیلم بازیگرانی همچون سانجی دات، نامراتا شیرودکار، موهنیش باهل، شیواجی ساتام، ریما لاگو، پارش راوال، دیپاک تیجوری، اشیش ویدیارتی، هیمانی شیوپوری، کاشمیرا شاه، ماهش مانجرکار ایفای نقش کرده‌اند. کاراکتر راگونات نامدیو یکی از شناخته شده‌ترین نقشهایی است که سانجی دات ایفا کرده و بخاطر آن نقدهای مثبت بسیاری دریافت نموده. ادامه این فیلم با نام سلاح در سال ۲۰۰۲ اکران شد که روایتگر زندگی روهیت پسر راگونات است که این نقش را هم سانجی دات ایفا کرده‌است.

## خلاصه داستان
راگونات نامدیو و دوستش ددفوتیا پس از مشکلاتی یک دکه غذافروشی افتتاح می‌کنند تا گذران زندگی کنند. یک شب مردی با آنها درگیر می‌شود و راگو او را می‌کشد. مصیبت اصلی اینجاست که مقتول برادر یکی از مافیاهای سرشناس شهر است و راگو و ددفوتیا برای نجات خود به یک گروه گانگستری دیگر پناه می‌برند و به کمک آنها برادر مقتول را بقتل می‌رسانند اما خودشان هم جزئی از دنیای سیاه مافیا می‌شوند و راگو با جنایتهای فراوان اسم و رسمی برای خودش دست و پا می‌کند و…

## جوایز
- جایزه فیلمفیر بهترین بازیگر نقش اول مرد برای سانجی دات